# Jørgen Knudsen (Schriftsteller)
Jørgen Knudsen (* 22. März 1926; † 1. September 2017) war ein dänischer Pädagoge, Schriftsteller, Literatur- und Gesellschaftskritiker, der 1976 mit dem Søren-Gyldendal-Preis ausgezeichnet wurde.

## Leben
Nach dem Schulbesuch studierte Knudsen allgemeine Literaturgeschichte und Komparatistik und schloss dieses Studium 1952 mit einem Magister ab. Anschließend war er zunächst Lehrer in Askov und danach bis 1977 an der Volkshochschule in Kolding.
Daneben war er Mitarbeiter verschiedener Tageszeitungen sowie Autor von Büchern wie Tysk litteratur fra Thomas Mann til Bertolt Brecht (1966). Daneben übersetzte er auch Der Hofmeister von Jakob Michael Reinhold Lenz in der Überarbeitung von Bertolt Brecht 1969 in die dänische Sprache unter dem Titel Huslæreren. 1976 wurde er mit dem Søren-Gyldendal-Preis ausgezeichnet, womit auch sein klarer Schreibstil und der Einsatz für moralkritisches Engagement gewürdigt wurden.
Zwischen 1985 und 1994 erschien sein Hauptwerk, eine dreibändige Biografie über Georg Brandes. Zu seinen weiteren Veröffentlichungen gehört das Buch Vækstens Tyranni (1992).
Knudsen starb am 1. September 2017 im Alter von 91 Jahren.